# Sparbanksstiftelse
En sparbanksstiftelse är en stiftelse som har bildats särskilt för att övertaga ägandet, och huvudmännens uppdrag, när en sparbank omvandlats till bankaktiebolag. De stiftelser som skapats har två huvudsakliga uppdrag, att agera som ägare till en bank, och att dela ut det överskott som genereras av bankrörelsen för att stödja det lokala samhället i det geografiska område där stiftelsen är verksam i enlighet med målen för stiftelsen. Det finns idag två typer av Sparbanksstiftelser - de som primärt äger aktier i Swedbank, och de som primärt äger hela, eller delar av, en lokal Sparbank/bankaktiebolag.

## Bildandet av Sparbanken Sverige
Elva regionala sparbanker omvandlades 1991 till aktiebolag, och genom en apportemission placerades ägandet för tio av dessa i holdingbolaget Sparbanksgruppen. Efter Finansinspektionens godkännande 1992-12-31 kunde slutligen Sparbanksgruppen fusioneras med Första Sparbanken och Sparbankernas bank in i det nybildade bankaktiebolaget Sparbanken Sverige. De elva stiftelser som bildats 1991 gick därmed genom processen från att vara ägare av varsin bank till att bli huvudägare i det sammanslagna bolaget, och kvarstod på detta sätt till dess att banken börsintroducerades 1995 då ägarandelen minskade. Ägarandelen för de ursprungliga stiftelserna har också minskat i samband med nyemissioner, samgåendet med Föreningsbanken 1997 och man är idag inte längre huvudägare utan endast minoritetsägare.

### Bildandet av Föreningssparbanken
Samgåendet till Föreningssparbanken 1997 ledde till en utveckling där ytterligare sparbanksstiftelser skapades, men nu för att verka som ägare över lokala banker. Genom samgåendet med Föreningsbanken fick man se sig stå som ägare till bankkontor på orter där den tidigare Sparbanken Sverige hade samverkansavtal med lokala fristående sparbanker, och man hade på detta sätt blivit en direkt konkurrent till sina egna samarbetspartners.
För att lösa detta erbjöds de lokala bankerna att köpa upp konkurrerande bankkontor och i de fall det saknades kapital erbjöd sig Föreningssparbanken att skjuta till detta mot en ägarandel i den lokala banken. Detta ledde till en våg av ombildningar från sparbanker till nya lokala bankaktiebolag ägda av nya sparbanksstiftelser. Swedbank gick in som delägare i sju av de nya lokala banker som skapades, exempelvis fick bankaktiebolaget Föreningssparbanken Sjuhärad ett kapitaltilskott för att kunna köpa Föreningsbankens tidigare kontor i Sjuhäradsbygden, 1998.   

### Sparbanksstiftelser som bildats efter namnbytet till Swedbank
Föreningssparbanken bytte namn till Swedbank under 2006 och i den revision av samverkansavtalen som gjordes efter detta fick ett dussintal lokala sparbanker inte möjlighet till förlängning av sina avtal. Swedbank ansåg att bankerna var för små för att kunna uppfylla de krav man ställde. Vissa valde då att gå samman med en större lokal sparbank, och tio stycken banker i Småland, Blekinge och Skåne valde att ombilda sig och gå samman. På detta sätt skapades bankaktiebolagen Sparbanken Eken och Sparbanken Göinge samt de stiftelser som äger dessa banker.  Sparbanksstiftelsen Söderhamn sålde 2007 den sista delen av sin bankrörelse till Swedbank, varvid denna helt uppgick i den Swedbanks verksamhet.

## Sparbanksstiftelser i Sverige

### Sparbanksstiftelser med ägarintressen i Swedbank
De elva stycken sparbanksstiftelser som blev huvudägare till bankaktiebolaget Sparbanken Sverige när detta bildades 1992. Huvuddelen av dessa stiftelsers ägande i Swedbank kontrolleras genom Sparbanksstiftelsernas Förvaltnings AB, men en mindre del kontrolleras direkt av stiftelserna själva.
- Sparbanksstiftelsen Alfa
- Sparbanksstiftelsen Dalarna
- Sparbanksstiftelsen Första
- Sparbanksstiftelsen Kronan
- Sparbanksstiftelsen Jämtlands län
- Sparbanksstiftelsen Norrbotten
- Sparbanksstiftelsen Norrland
- Sparbanksstiftelsen Nya
- Sparbanksstiftelsen Skåne
- Sparbanksstiftelsen Väst
- Sparbanksstiftelsen Upland

#### Utveckling av stiftelsernas ägarandel i Swedbank
Innan Swedbanks nyemission i december 2008 ägde stiftelserna tillsammans 22,4 procent av Swedbank. 18,5 procent av dessa ägdes genom Sparbanksstiftelsernas Förvaltnings AB, 4,3 procent direktägdes  av de elva stiftelserna och Övriga sparbanksstiftelser ägde 0,8 procent Efter emissionen var genomförd uppgick ägandet 19,3 procent. Enligt uppgifter publicerade i Svenska Dagbladet 2009-03-06 meddelade Folksam att man kalla in panter för de lån man givit till sparbanksstiftelserna i samband med nyemissionen. Genom detta ökade Folksams ´sin ägarandel på bekostnad av sparbanksstiftelerna. Sparbanksstiftelsernas Förvaltnings AB tillkännagav i ett pressmeddelande den 9 mars 2009 att man överlåter 90 miljoner av de 107 miljoner aktier man äger i Swedbank till bolagets långivare. Vidare meddelar man att resterande innehav kommer att säljas för att lösa ytterligare skulder och det efter detta inte kommer att återstå några substantiella tillgångar utan att bolaget under ordnade former skall avvecklas.
2023 äger de elva Sparbanksstiftelserna tillsammans runt 3,4 % av Swedbank 

### Sparbanksstiftelser som äger egna lokala bankaktiebolag tillsammans med Swedbank
Fem banker ägs av sparbanksstiftelser tillsammans med Swedbank:
- Sparbanksstiftelsen Rekarne äger 50 procent av Sparbanken Rekarne.[9]
- Sparbanksstiftelsen Sjuhärad äger 50,5 procent av Swedbank Sjuhärad.[10]
- Sparbanksstiftelsen Vimmerby äger 60 procent av Vimmerby Sparbank.[11]
- Sparbanksstiftelsen Öland äger 51 procent av Ölands Bank.[12]
- Sparbanksstiftelserna Färs & Frosta, 1826 och Finn äger tillsammans 78 procent av Sparbanken Skåne.[13]

### Sparbanksstiftelser som äger egna lokala bankaktiebolag
Tio banker är helägda av en eller flera sparbanksstiftelser:
- Sparbanksstiftelsen Alingsås äger Sparbanken Alingsås.[14]
- Sparbanksstiftelsen Falkenberg äger Falkenbergs Sparbank.[15]
- Sparbanksstiftelsen Lidköping äger Sparbanken Lidköping.[16]
- Sparbanksstiftelsen Skaraborg äger Sparbanken Skaraborg.[17]
- Sparbanksstiftelsen Sörmland äger Sörmlands Sparbank.[18]
- Sparbanksstiftelsen Varberg äger Varbergs Sparbank.[19]
- Sparbanksstiftelserna Almundsryd, Göteryds, Långasjö Sockens, Skatelöv och Västra Torsås, Åryds, och Älmeboda Sparbanksstiftelse äger Sparbanken Eken.[20]
- Sparbanksstiftelserna Bergslagen och Södra Dalarna äger Sparbanken Bergslagen.[21]
- Sparbanksstiftelserna Glimåkra, Röke Socken, Farstorp och Vinslöv äger tillsammans Sparbanken Göinge.[22]
- Sparbanksstiftelserna Tjustbygden och Åtvidaberg äger Sparbanken Spira.[23]